# اآربلادو لو
اآربلادو لو (به فرانسوی: Arblade-le-Haut) یک کمون در فرانسه است که در canton of Nogaro واقع شده‌است. اآربلادو لو ۱۲٫۲ کیلومتر مربع مساحت دارد ۱۵۴ متر بالاتر از سطح دریا واقع شده‌است.